# Ruthmann
Die Ruthmann Holdings GmbH ist ein 1901 gegründetes Unternehmen, das Hubarbeitsbühnen  und Hubwagen herstellt, wie sie in der Logistik, im Bauunterhalt und bei der Gebäudereinigung verwendet werden. Der deutsche Unternehmenssitz ist Gescher-Hochmoor in Nordrhein-Westfalen. Tochterunternehmen ist die Ruthmann Austria GmbH mit Sitz in Dobl bei Graz, Schwesterunternehmen ist die Ruthmann Finance GmbH & Co. KG in Velen. Ruthmann unterhält acht Servicestationen in Deutschland und Österreich sowie drei Servicepoints in Deutschland. Am 6. Januar 2021 wurde Ruthmann durch den amerikanischen Hersteller von Hubarbeitsbühnen Time Manufacturing Company/Versalift übernommen.

## Geschichte
Die Geschichte des Unternehmens begann 1901 mit der Gründung eines Fahrrad- und Nähmaschinen-Handelsgeschäft durch Anton Ruthmann und seinen Geschäftspartner. 1949 präsentierten sie nach jahrelanger Produktion von Sackkarren und Hubwagen den „Cargoloader“, der ab 1965 zur Güterverteilung um ein Containersystem erweitert wurde.
1954 ging die erste mobile Hubarbeitsbühne unter dem Namen „Steiger“ an die Stadtwerke in Duisburg. Zwei Jahre später wurde der erste „Steiger“ mit Teleskop-Arm vorgestellt, der eine höhere Arbeitshöhe ermöglichte. Mit dem TTS 1000 stellte Ruthmann 2001 als erstes Unternehmen weltweit eine Hubarbeitsbühne mit 100 Metern Arbeitshöhe bei einer seitlichen Reichweite von 40 Metern vor. Der 10.000 „Steiger“ wurde zugunsten des Herzenswünsche e.V. im Jahre 2007 versteigert.
In den 1960er-Jahren stellte Ruthmann Hubwagen auf der Basis von Tempo-Nutzfahrzeugen her.
Die 2008 gegründete Ruthmann Finance GmbH & Co. KG bietet Langzeitmieten für Hubarbeitsbühnen an. Gleichzeitig werden alte Arbeitsbühnen aufgekauft, die dann als Gebrauchtfahrzeuge vertrieben werden.
Rolf Kulawik übernahm 2011 die Funktion als Geschäftsführer. Gleichzeitig übernahm Ruthmann die Vertriebsrechte für Versalift-Produkte. 
Um auch internationale Vertriebswege vorantreiben zu können, wurde die Ruthmann GmbH & Co. KG 2021 an die Time Manufacturing Company verkauft. 
Ruthmann Hubwagen

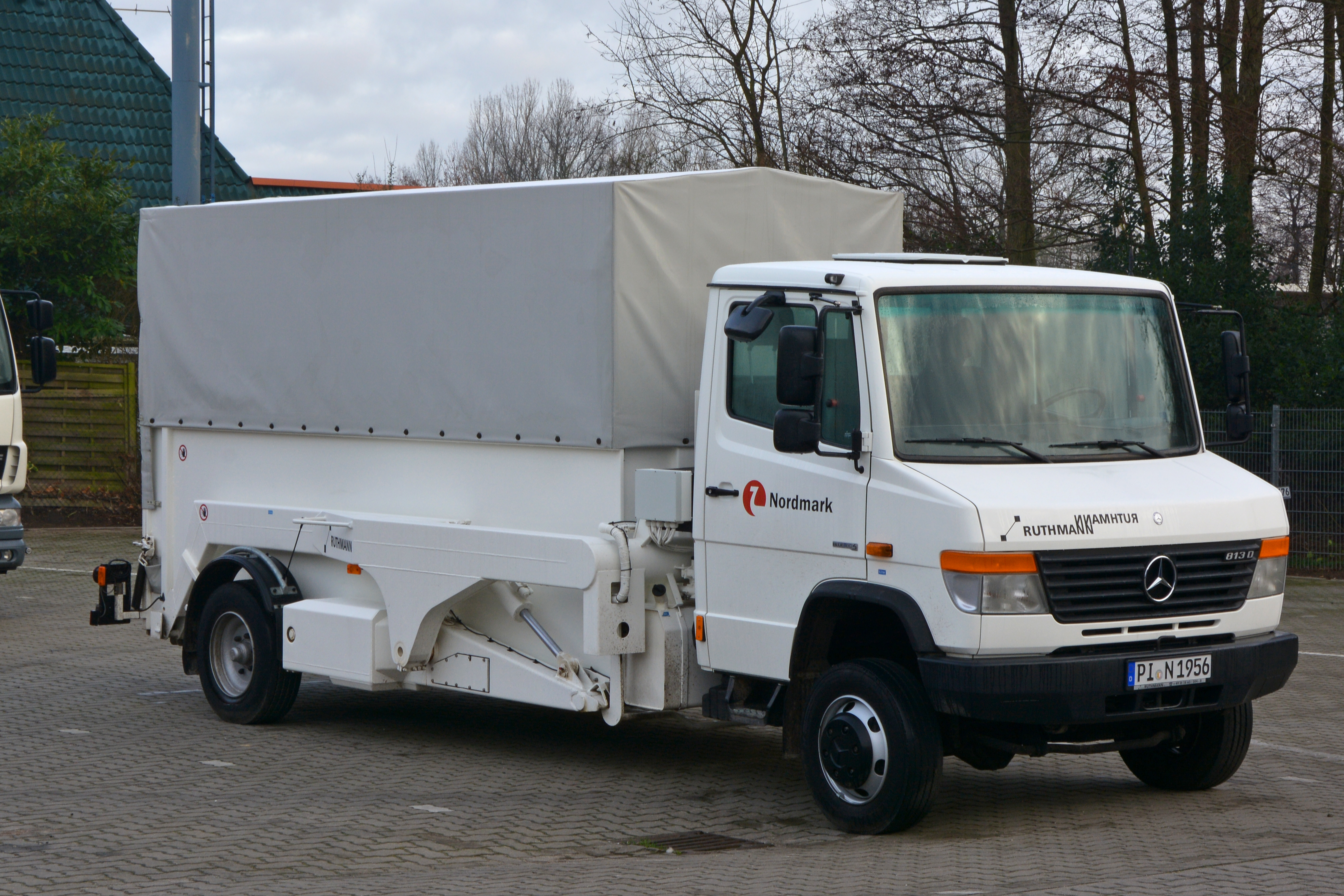
Ruthmann Cargoloader auf Mercedes-Benz Vario 813 D
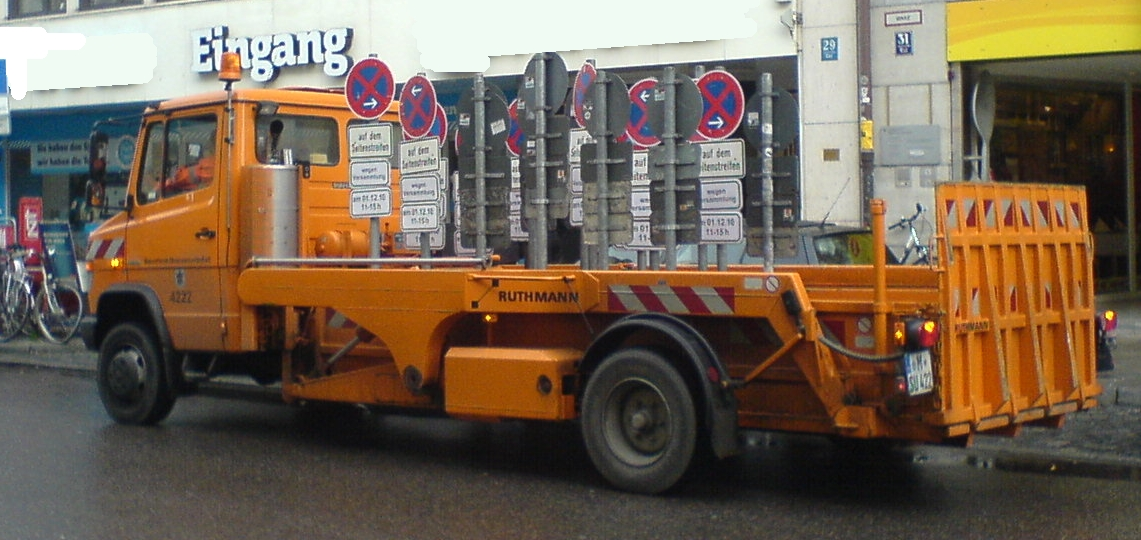
Offener Ruthmann Cargoloader Mercedes-Benz Vario 810 D

Ruthmann Steiger

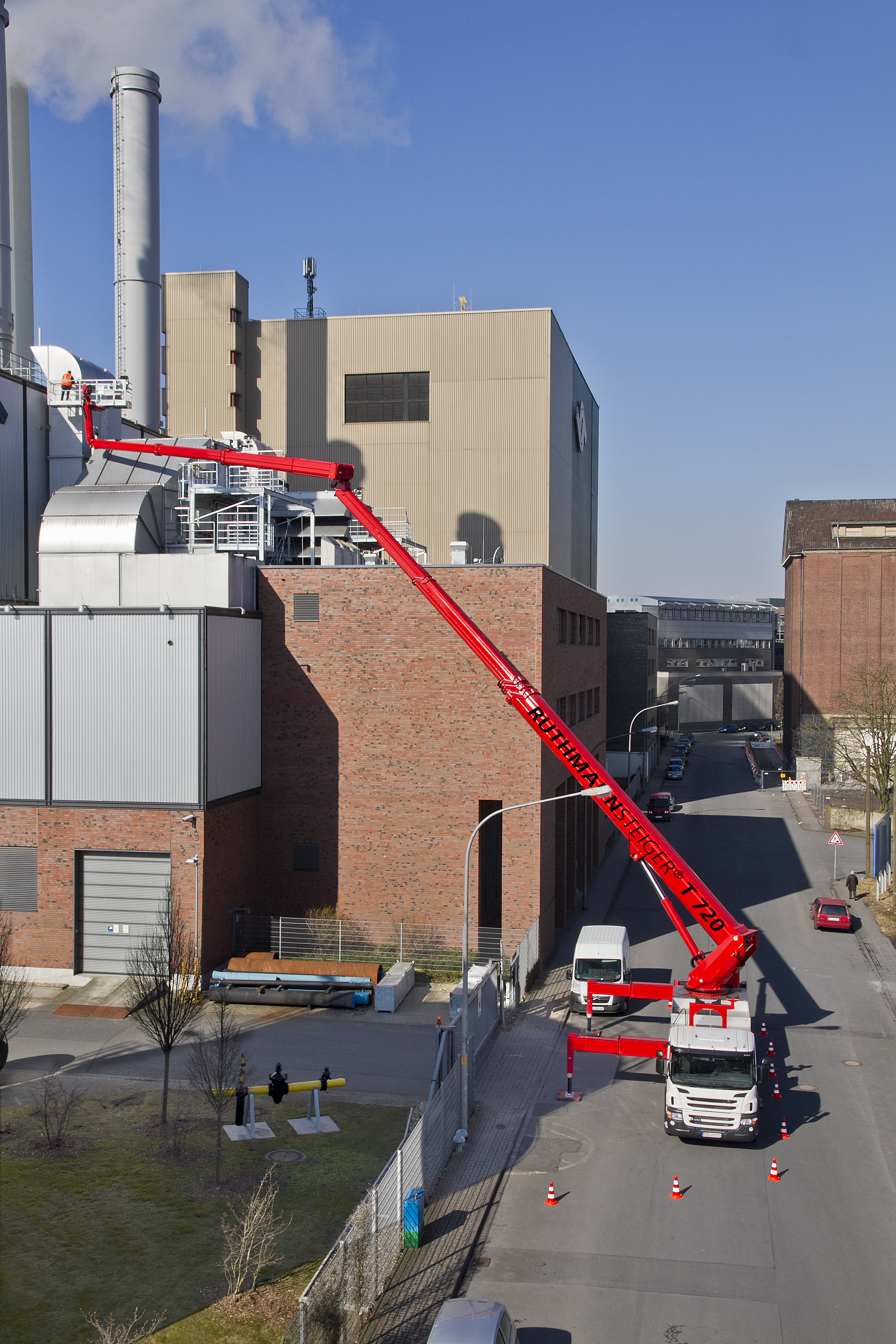
Ruthmann Steiger T 720 beim Arbeitseinsatz
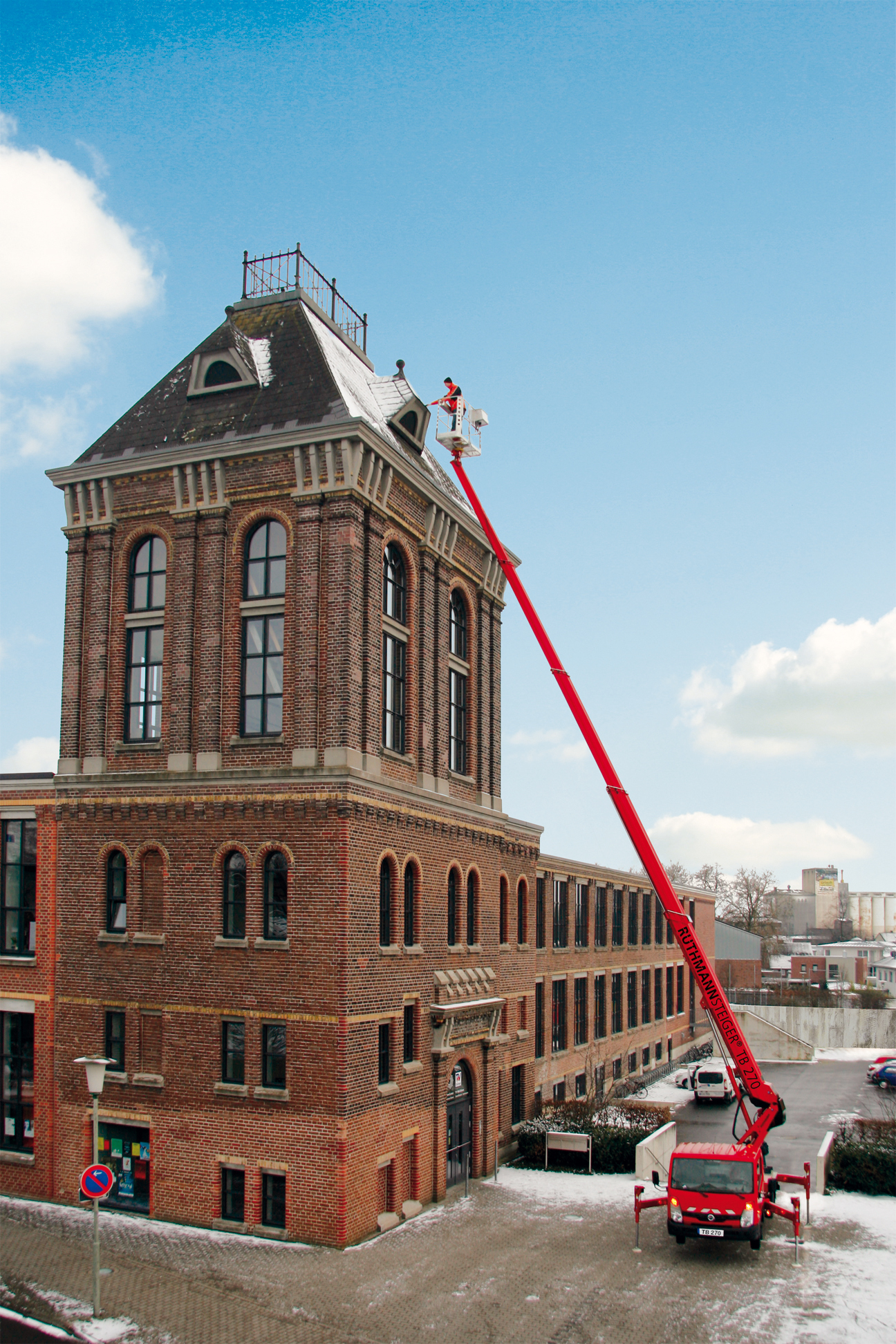
Ruthmann Steiger TB 270 bei der Gebäudesanierung
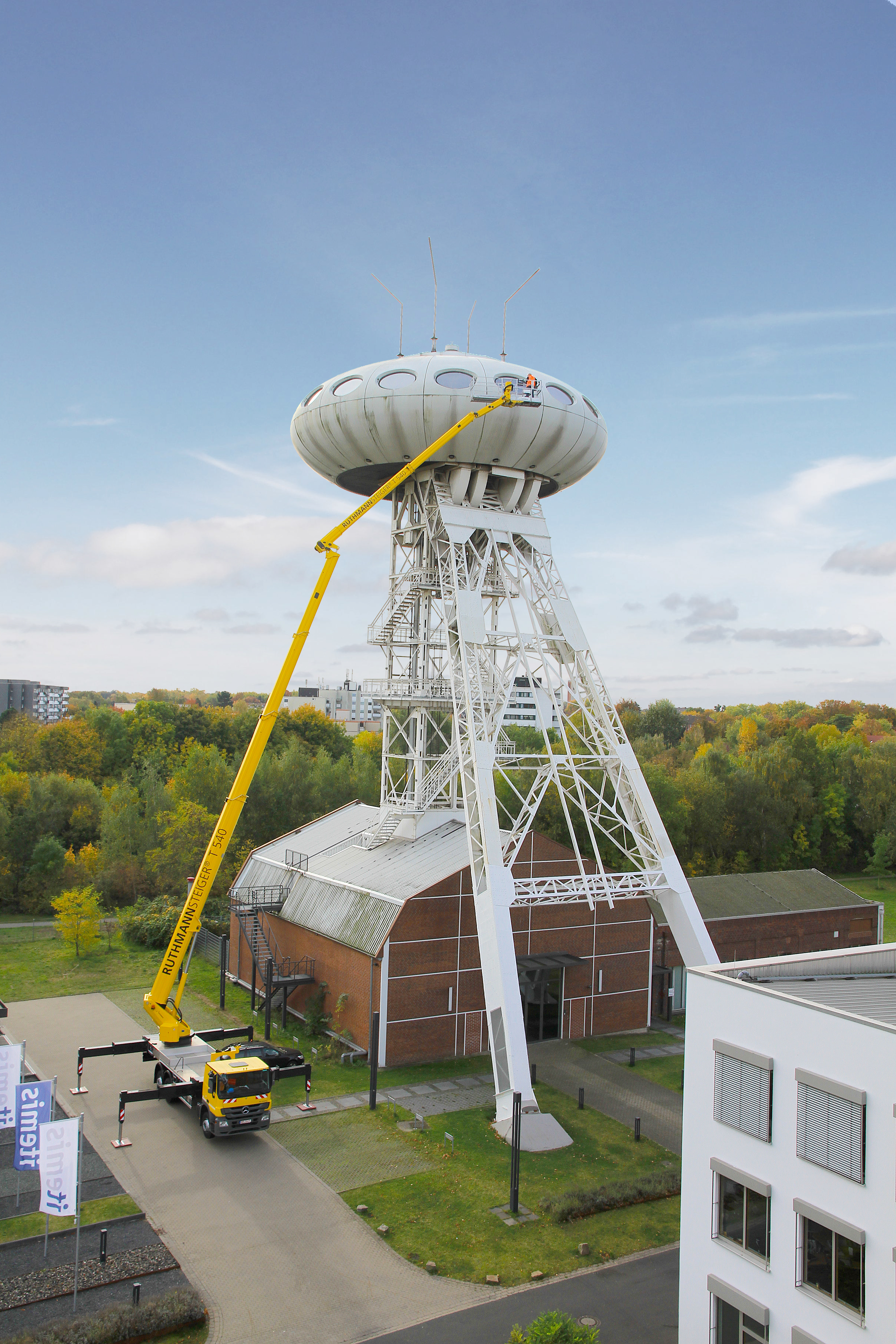
Ruthmann Steiger T 540 am Lüntec-Tower in Lünen-Brambauer
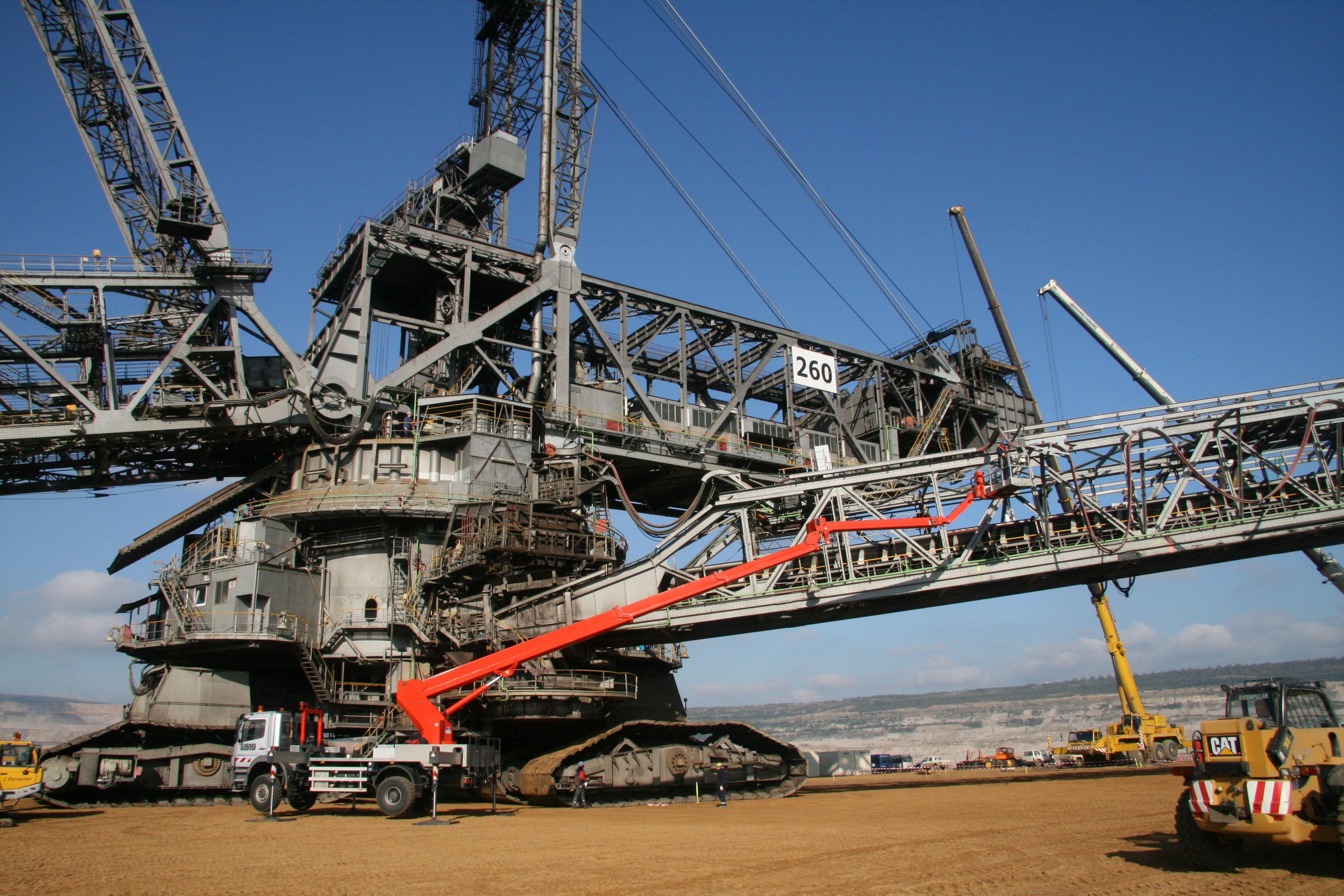
Ruthmann Steiger T 370 im Braunkohle-Tagebau

## Belege
1. ↑  Time Manufacturing Company to Acquire Ruthmann, Including Ruthmann, Steiger, Ecoline and Bluelift Brands. In: prnewswire.com. 6. Januar 2021, abgerufen am 6. Januar 2021 (englisch).
2. ↑  Time Versalift acquires Ruthmann. In: vertikal.net. 6. Januar 2021, abgerufen am 6. Januar 2021 (englisch).